# بارنارد إليوت بيي جونيور
بارنارد إليوت بيي جونيور (بالإنجليزية: Barnard Elliott Bee)‏ هو عسكري أمريكي، ولد في 8 فبراير 1824 في تشارلستون في الولايات المتحدة، وتوفي في 22 يوليو 1861 في ماناساس في الولايات المتحدة.